# Henri Belena
Henri Belena (* 4. Dezember 1940 in Madrid; † 16. Mai 2020 in Troyes) war ein spanisch-französischer Radrennfahrer.
Belena besaß bis zum 15. April 1960 die spanische Staatsbürgerschaft und wurde danach französischer Staatsbürger. Er gehörte aber bereits 1958 zum französischen Radsportteam UVC Aube, das neben Berufsfahrern auch eine Amateurabteilung unterhielt. Für Aube gewann Belena 1958 den Prix des Halles in Dijon, 1959 das Etappenrennen Tour d’Eure-et-Loir, 1960 den Grand Prix des Amis du Cyclisme. Beim traditionsreichen UVC-Eintagesrennen Paris–Troyes wurde er 1960 Zweiter. Bei dem 1961er Etappenrennen Tour de Guadeloupe auf der französischen Überseebesitzung erreichte er in der Endwertung den dritten Platz.
Ebenfalls 1961 wurde Belena vom französischen Radsportverband für die Amateur-Straßenweltmeisterschaft in Bern nominiert. Als 20-Jähriger musste er sich nur seinem ein Jahr jüngeren Landsmann Jean Jourden geschlagen geben, der ihn knapp im Spurt besiegte.
Anschließend verschwand Belena aus den Ergebnislisten der bekannten Radrennen. 1963 trat er in das Berufsfahrerlager über und wechselte zum französischen Rennstall St. Raphael-Gitane, wo er auf den damals dreifachen Tour-de-France-Sieger Jacques Anquetil und den Deutschen Rudi Altig traf. Auch als Profi trat Belena bei bedeutenden Rennen nicht in Erscheinung, nach Auslaufen seines Vertrages bei St. Raphael-Gitane verschwand er völlig aus dem Radsport.